# Զ

Զとզ

筆記体

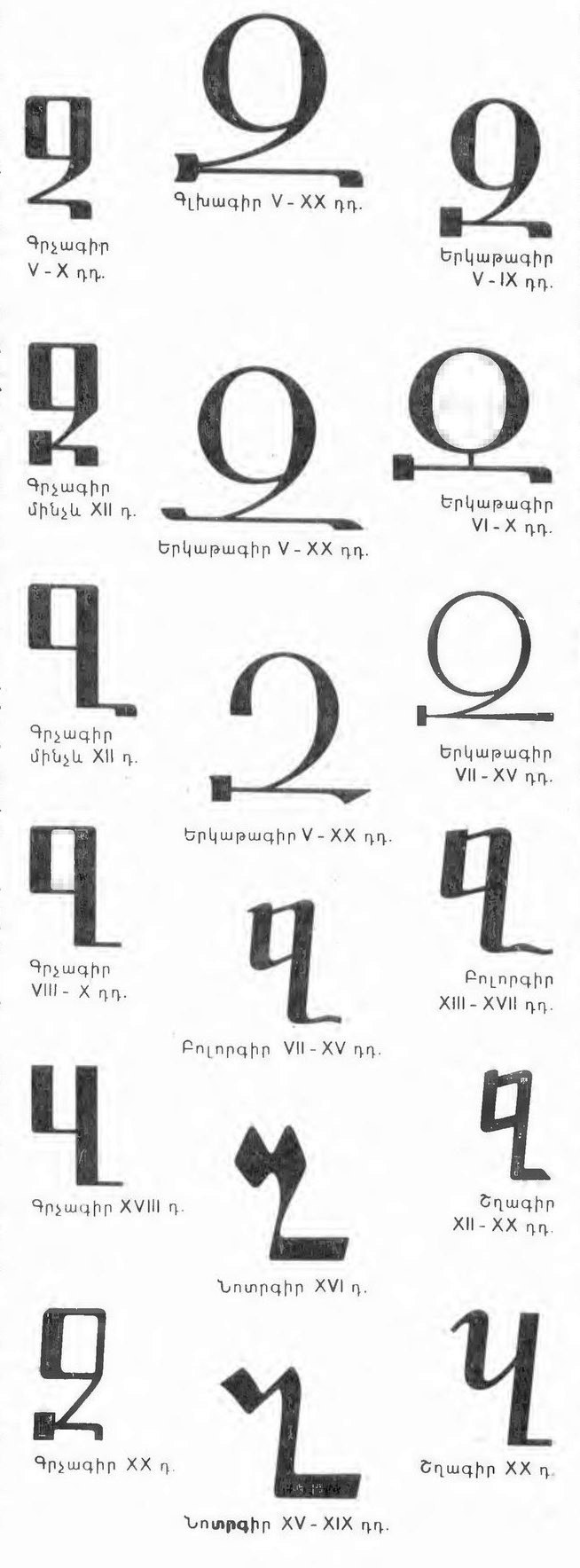
Զとզの様々な書体

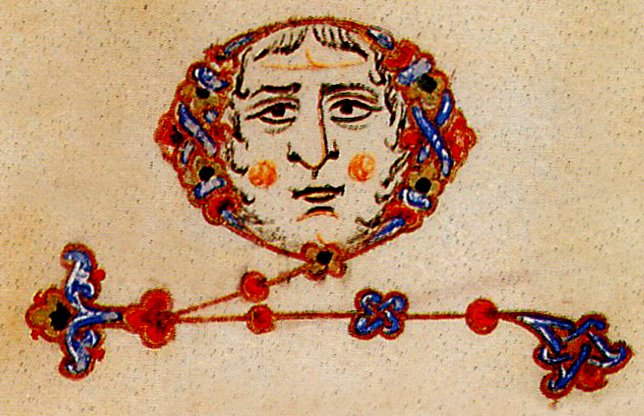
1197年の「Զ」の絵

Զ, զ（アルメニア語: զա、発音はza）は、アルメニア文字の6番目の文字である。405年ごろにメスロプ・マシュトツによって作成されたと見られる。

## 使用
東アルメニア語と西アルメニア語では有声歯茎摩擦音[z]を表す。記数法では6を表す。東アルメニア語のラテン文字転写では「Z」と記す。

## 書体

## 符号位置
| 文字 | Unicode | JIS X 0213 | 文字参照        | 備考 |
| ---- | ------- | ---------- | --------------- | ---- |
| Զ    | U+0536  | -          | &#x536; &#1334; |      |
| զ    | U+0566  | -          | &#x566; &#1382; |      |